# Olympiades ouvrières
Les Olympiades ouvrières ont été une série d'évènements sportifs réalisés entre 1925 et 1937. Comme leurs équivalents, les Jeux olympiques, les Olympiades ouvrières avaient pour but de promouvoir le sport et l'amitié, mais entre travailleurs. Elles cherchaient à éviter d'accentuer les rivalités nationales à travers la concurrence sportive, comme en étaient alors accusés les jeux olympiques, en mettant l'accent sur la solidarité et la fraternité dans le sport. Les hymnes nationaux étaient pour cela remplacés par l'Internationale, et l'unique drapeau qui y flottait était le drapeau rouge, symbole du mouvement ouvrier et socialiste. Le tout était organisé par la Confédération sportive internationale du travail, et les sports pratiqués comprenaient notamment l'athlétisme, le cyclisme, le football, la gymnastique et le handball (de).

## Histoire
Lors des Olympiades ouvrières d'été de 1937 à Anvers, l'Union soviétique fut conviée, tandis que l'Espagne ne put être représentée en raison de la guerre civile espagnole.
Une quatrième olympiade était prévue à Helsinki en 1943 mais ne put avoir lieu en raison de la Seconde Guerre mondiale.
Des Olympiades populaires ont été organisées à Barcelone en 1936.

## Éditions
| \| Anvers Schreiberhau Mürzzuschlag Prague Vienne Janské Lázně Francfort \| Localisation des villes ayant organisé des Olympiades ouvrières. |
| Anvers Schreiberhau Mürzzuschlag Prague Vienne Janské Lázně Francfort                                                                        |

### Olympiades ouvrières d'été
| Édition | Année     | Dates       | Pays hôte            | Ville hôte            | Nations |
| ------- | --------- | ----------- | -------------------- | --------------------- | ------- |
| -*      | 1921 (en) | 25/06-29/06 | Tchécoslovaquie      | Prague                | 13      |
| 1       | 1925 (en) | 24/07-28/07 | République de Weimar | Francfort-sur-le-Main | 11      |
| 2       | 1931 (en) | 19/07-26/07 | Autriche             | Vienne                | 26      |
| 3       | 1937 (en) | 25/07-01/08 | Belgique             | Anvers                | 15      |
| -       | 1943 (en) | Annulé      | Finlande             | Helsinki              | -       |

*Les Olympiades ouvrières de 1921 ne sont pas considérées comme une édition officielle.

### Olympiades ouvrières d'hiver
| Édition | Année     | Dates       | Pays hôte            | Ville hôte   | Nations |
| ------- | --------- | ----------- | -------------------- | ------------ | ------- |
| 1       | 1925 (en) | 31/01-01/02 | République de Weimar | Schreiberhau | 4       |
| 2       | 1931 (en) | 05/02-08/02 | Autriche             | Mürzzuschlag | 7       |
| 3       | 1937 (en) | 18/02-21/02 | Tchécoslovaquie      | Janské Lázně | 7       |

## Sports

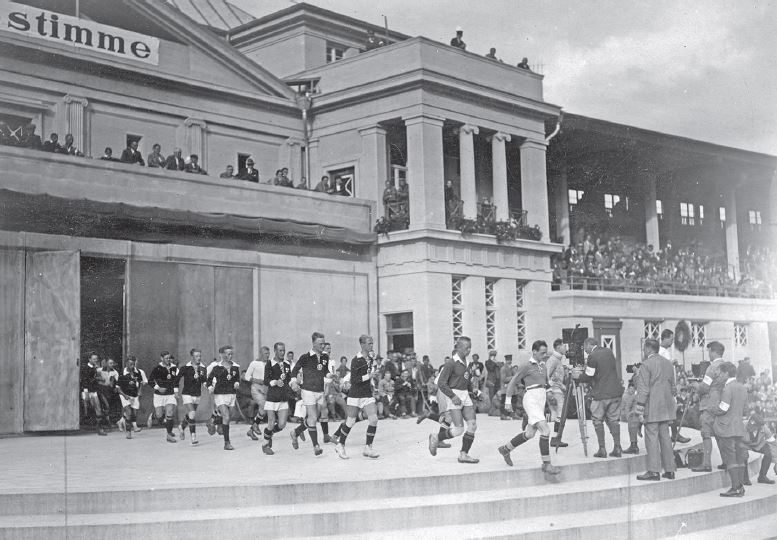
Entrée des footballeurs allemands et finlandais en 1925.

Parmi les sports pratiqués, on trouve :
- athlétisme,
- cyclisme,
- football,
- gymnastique
- handball (de)

## Galerie

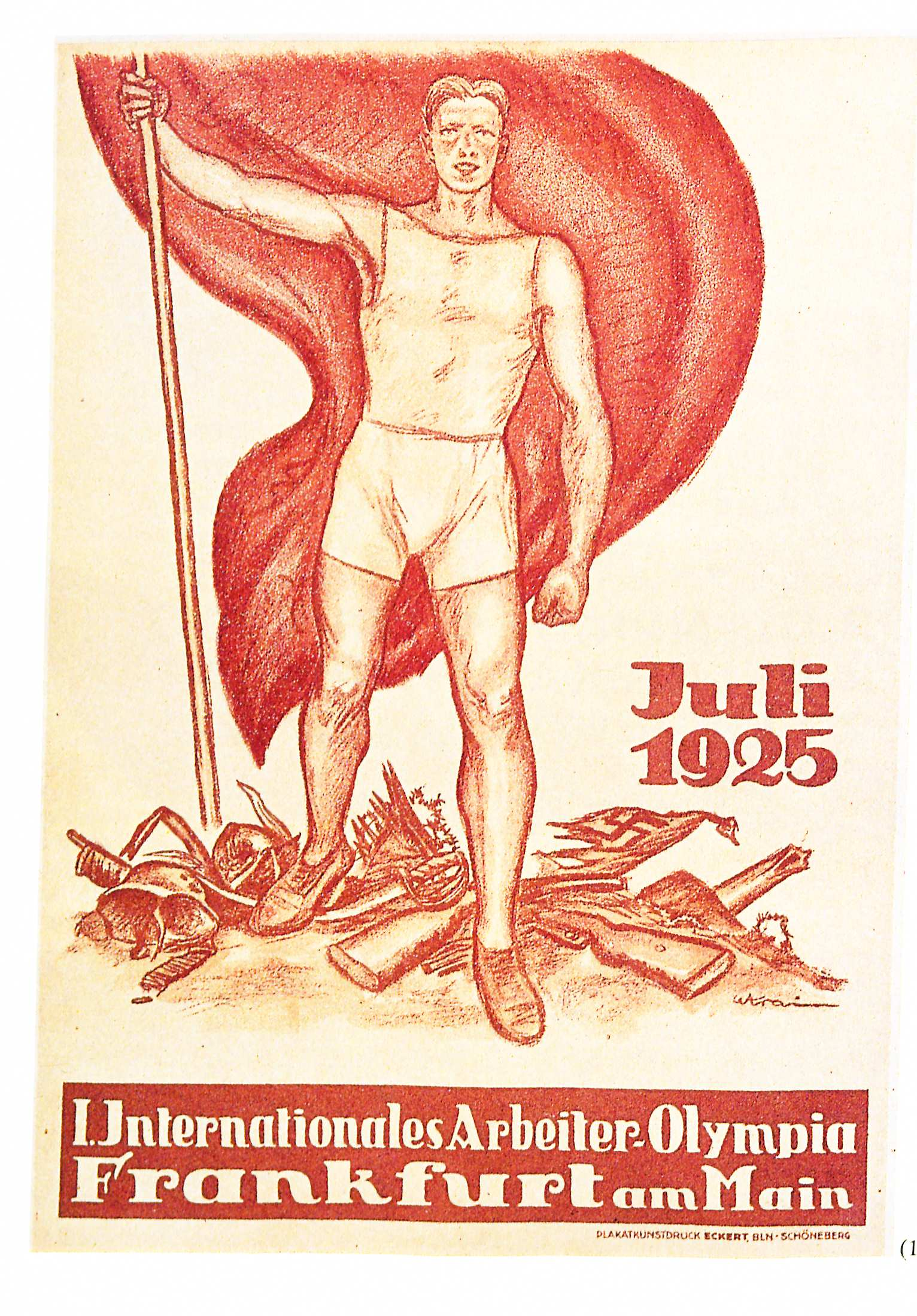
Olympiades ouvrières d'été de 1925
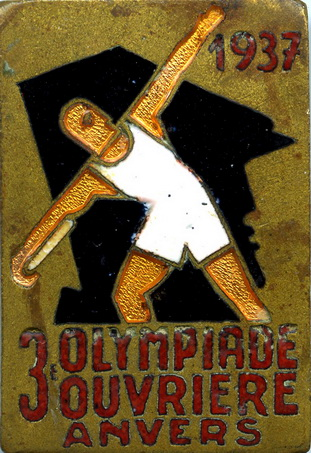
Olympiades ouvrières d'été de 1937